# Езен
Езен (фр. Eysins) — громада в Швейцарії в кантоні Во, округ Ньйон.

## Географія
Громада розташована на відстані близько 115 км на південний захід від Берна, 37 км на південний захід від Лозанни.
Езен має площу 2,4 км², з яких на 20,3 % дозволяється будівництво (житлове та будівництво доріг), 71,6 % використовуються в сільськогосподарських цілях, 8,1 % зайнято лісами, 0 % не є продуктивними (річки, льодовики або гори).

## Демографія
2019 року в громаді мешкало 1735 осіб (+38,5 % порівняно з 2010 роком), іноземців було 32,7 %. Густота населення становила 729 осіб/км².
За віковим діапазоном населення розподілялося таким чином: 25,6 % — особи молодші 20 років, 62,1 % — особи у віці 20—64 років, 12,3 % — особи у віці 65 років та старші. Було 685 помешкань (у середньому 2,5 особи в помешканні).
Із загальної кількості 1622 працюючих 26 було зайнятих в первинному секторі, 338 — в обробній промисловості, 1258 — в галузі послуг.